# Vila Lídy Baarové
Vila Lídy Baarové je funkcionalistická rodinná vila na pražské Hanspaulce. Dům postavil v letech 1937–38 Ing. Jiří Palička pro vrchního magistrátního ředitele Karla Babku, jeho ženu Ludmilu, sboristku opery Národního divadla a jejich dcery, filmovou herečku Lídu Babkovou-Baarovou a její sestru Zoru. Původně byl projekt zadán bratřím Šlapetům. Na projekt Čestmíra Šlapety bylo v roce 1937 vydáno stavební povolení. Poté však paní Babková navštívila Martina Fryče a jeho vila ji nadchla natolik, že manželé v červnu 1937 požádali o zrušení původního stavebního povolení a nový projekt zadali architektu Ladislavu Žákovi. Lída Baarová se podílela na financování stavby.
Architekt Žák navrhl manželům Babkovým funkcionalistický dvougenerační čtyřpodlažní dům s dvěma samostatnými vchody a dvěma vertikálně řešenými byty. Vila má proudnicový tvar s nautickými prvky – má napodobovat zaoceánskou loď. Výšky jednotlivých pater jsou dosti nízké – od 235 do 265 cm – a navozují tak atmosféru typickou pro lodní kajuty. Střešní mansarda má připomínat kapitánský můstek. Stavba byla hotová za necelý rok.
Manželé Babkovi byli v roce 1952 vystěhováni a dalšími nájemníky byl dům postupně destruován díky živelným stavebním úpravám. Na konci 60. let získal vilu do vlastnictví pražský primátor Ludvík Černý a obýval ji do roku 2003. V roce 2005 koupil vilu Tibor Nemeš a nechal dům zrekonstruovat architektonickým ateliérem prof. Ladislava Lábuse. Vila je památkově chráněná.